# Kočka cejlonská
Kočka cejlonská (Prionailurus rubiginosus) je spolu s africkou kočkou černonohou nejmenší kočkovitá šelma. Žije v Indii, Nepálu a na Srí Lance. Obývá především různé typy lesů, křovinaté savany a další přírodní stanoviště, nicméně dokáže přežít i v zemědělské krajině a v opuštěných lidských obydlích. O chování ve volné přírodě chybí dostatek informací. Jde nejspíše o nočního tvora, jehož hlavní potravou jsou hlodavci a ptáci. Mezinárodní svaz ochrany přírody vede tento druh jako téměř ohrožený.

## Taxonomie
Kočku cejlonskou popsal pod názvem Felis rubiginosus Isidore Geoffroy Saint-Hilaire v roce 1831. Některé autority uznávaly dva poddruhy, jiné (mj. i taxonomická revize kočkovitých provedená IUCN v roce 2017) uvádí jako platné tři poddruhy:
- P. r. koladivius Deraniyagala, 1956:113. Nížinaté sušší oblasti východní a severní Srí Lanky.
- P. r. phillipsi Pocock, 1939:278. Jihozápadní Srí Lanka.
- P. r. rubiginosus (Geoffroy Saint-Hilaire, 1831:140). Indie, Nepál.

## Popis
- Hmotnost: 0,8–1,7 kg[5][6]
- Délka těla: 35–48 cm[5][7]
- Délka ocasu: 15–30 cm[5]

Srst je šedá, šedohnědá nebo načervenalá, s rezavými tečkami. Z temene hlavy se táhnou čtyři tmavé pruhy, břicho je bílé s černými tečkami. Cejlonská kočka se podobá příbuzné kočce bengálské, ale kresba je méně zřetelná, skvrny obvykle menší a dále od sebe. Poddruh P. r. phillipsi bývá tmavěji a bohatěji zbarven. Lebka dosahuje délky okolo 75 mm a postrádá sagitální hřeben. Zubní vzorec je I 3/3, C 1/1, P 2/2, M 1/1, celkem tedy 28 zubů.

## Rozšíření a stanoviště
Poddruh P. rubiginosus rubiginosus žije na indickém subkontinentu, ostatní dva poddruhy se vyskytují pouze na Srí Lance. V Indii jsou rozšířené hlavně na jihu, menší populace žijí také severněji, ve státech Gudžarát, Džammú a Kašmír. Žije i v menší části Nepálu, konkrétně v Shuklaphanta National Park a Bardia National Park.
Habitatem jsou různé druhy lesů, především vlhké i suché opadavé. Dále obývá travnaté a křovinaté oblasti, kamenité krajiny, úbočí kopců, týkový a bambusový porost a oblasti s aridní vegetací. Stálezelené vlhké lesy nejsou oblíbeným stanovištěm v Indii, avšak na Srí Lance ano. Některé populace se přizpůsobily i životu v zemědělské krajině. V posledních letech se objevují i v lidmi opuštěných domech. Maximální nadmořská výška výskytu dosahuje 2500 metrů.

## Biologie

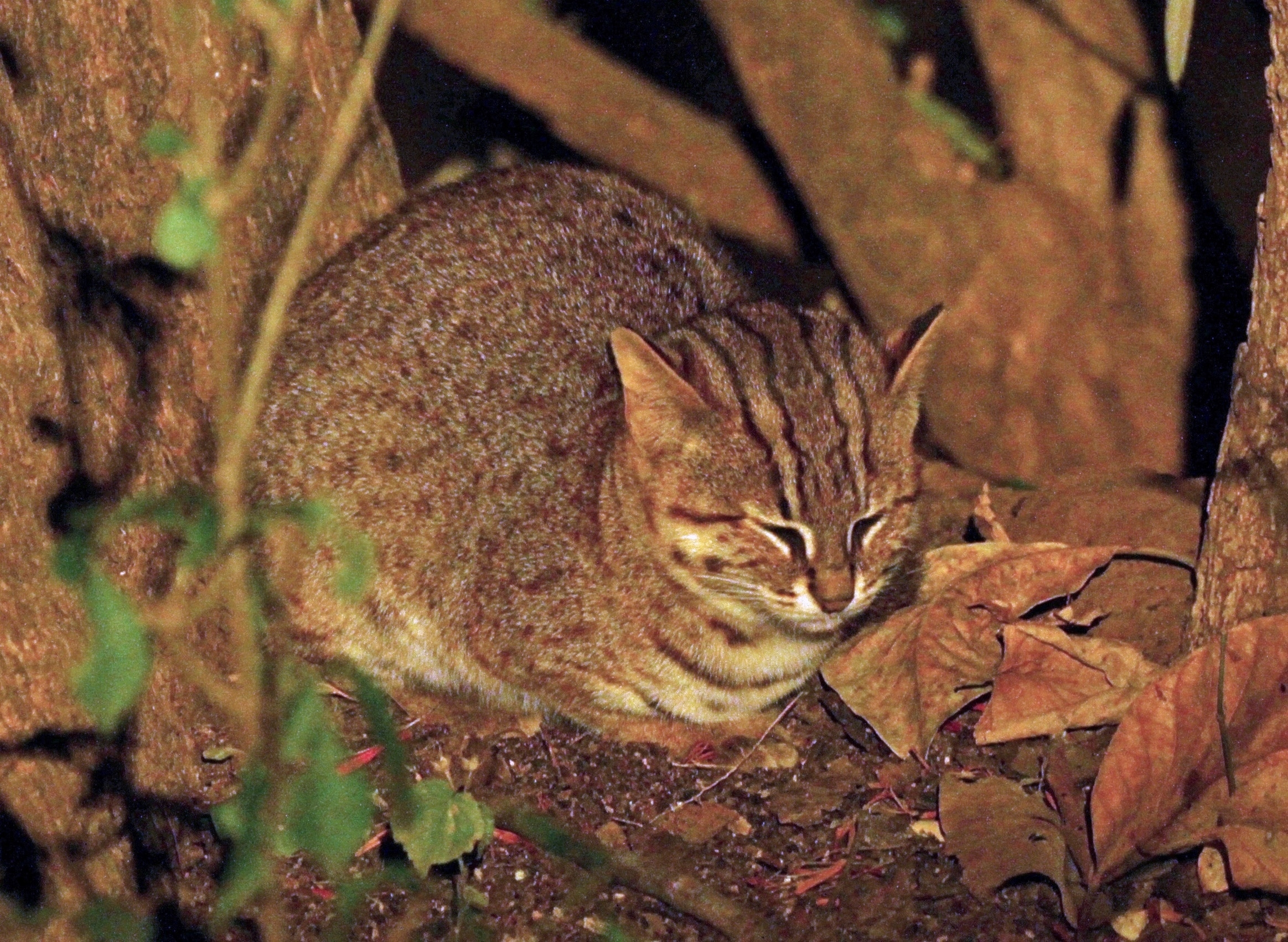
Kočka cejlonská zachycena v noci

O chování kočky cejlonské v jejím přirozeném prostředí je toho známo jen velmi málo. Jsou spíše noční, samotářské a velmi teritoriální. Přes den se skrývají ve větvích stromů nebo v dutinách. Dobře šplhají, nicméně většinu času zřejmě tráví na zemi. Podle některých autorů jsou tyto šelmy navzdory své malé velikosti velmi zuřivé a útočné. V roce 1874 popsal přírodovědec T. C. Jerdon případ, kdy svou ochočenou osmiměsíční kočku přinesl do místnosti, kde bylo mládě gazely. Kočka na něj okamžitě zaútočila a zakousla se jí do šíje.
Živí se především malými obratlovci, jako jsou hlodavci, ptáci, v menší míře i hmyzem, ještěrkami a žábami. Nejspíše napadá také drůbež, když k tomu má příležitost.

### Rozmnožování, životní cyklus
Březost trvá 66 až 71 dní, v jednom vrhu bývá jen jedno nebo dvě, výjimečně i tři koťata. V zajetí dochází k porodům kdykoliv během roku, v přírodě byl pozorován jeden vrh v únoru. Samice rodí obvykle v doupatech, což mohou být vykotlané stromy, malé jeskyně a různé prohlubně. Mláďata váží při narození 60 až 77 gramů. Pohlavní zralosti dosahují do jednoho roku života.
V zajetí se dožívá 12 až 18 let, k dožití v přírodě chybějí informace.

## Vztah s lidmi, hrozby
Koťata kočky cejlonské se snadno ochočí a stanou se z nich hraví a přítulní společníci.
Hlavní hrozbou pro tuto šelmu je ničení a fragmentace přirozeného prostředí. Především v Indii, ale zřejmě i v Nepálu bývá často obětí srážek s automobily. Někdy jsou kočky cejlonské loveny pro maso či kvůli kožešině. Možnou, ale ne jednoznačně potvrzenou hrozbou je i hybridizace s kočkou domácí. V Indii je druh zapsán v příloze I, CITES a obchod s ním je zakázán, cejlonská a nepálská populace jsou v příloze II.

## Chov v zoo
Jedná se o obtížně chovatelný a vzácně chovaný druh. Na počátku listopadu 2019 byl chován v 17 evropských zoo, a to v pěti zemích. Nejvíce ve Spojeném království. V Česku kočku cejlonskou v tu dobu chovaly tři zoo:
- Zoo Liberec[11]
- Zoo Ostrava[12]
- Zoo Praha – od září 2019 dva samci ze Zoo Ostrava[10][13]

Na Slovensku byla kočka cejlonská v roce 2020 chována v Zoo Bojnice.